# Henry Golding
Henry Ewan Golding (Betong, 5 febbraio 1987) è un attore e conduttore televisivo malese di origine britannica.

## Biografia
Nato nello stato di Sarawak da madre malaysiana di etnia Iban, Margaret Likan, e da padre inglese, Clive Golding, trascorre la maggior parte dell'infanzia nel sultanato di Terengganu, nella Malaysia peninsulare. All'età di otto anni la famiglia si trasferisce nel Surrey, in Inghilterra, dove Golding frequenta la scuola dell'obbligo. Raggiunta la maggiore età torna in Malaysia, a Kuala Lumpur, dove inizia la carriera televisiva e dove tuttora risiede.
Riguardo alle origini del proprio cognome, Golding afferma in un'intervista a Michele Manelis del New Zealand Herald che il nonno paterno è stato adottato da una coppia di ebrei di Londra durante la guerra, prendendone il cognome, e si dice "orgoglioso di essere un ebreo onorario".
Debutta in televisione nel 2007 nel varietà The 8TV Quickie. Recita nella fiction Goda per poi tornare al ruolo di conduttore in programmi quali Football Crazy, Welcome to the Railworld Malaysia e Welcome to the Railworld Japan. In seguito conduce The Travel Show per la BBC. Al cinema recita nel film statunitense Crazy & Rich di Jon M. Chu, che lo nota su consiglio della propria contabile, Lisa-Kim Ling Kuan. Recita poi in Un piccolo favore al fianco di Blake Lively e in The Gentlemen di Guy Ritchie.

## Vita privata
Golding è sposato dal 2016 con Liv Lo, personaggio televisivo e istruttrice di yoga taiwanese.

## Filmografia

### Cinema
- Pisau Cukur, regia di Bernard Chauly (2009)
- Crazy & Rich (Crazy Rich Asians), regia di Jon M. Chu (2018)
- Un piccolo favore (A Simple Favor), regia di Paul Feig (2018)
- Monsoon, regia di Hong Khaou (2019)
- Last Christmas, regia di Paul Feig (2019)
- The Gentlemen, regia di Guy Ritchie (2019)
- Snake Eyes: G.I. Joe - Le origini (Snake Eyes: G.I. Joe Origins), regia di Robert Schwentke (2021)
- Persuasione (Persuasion), regia di Carrie Cracknell (2022)
- Assassin Club, regia di Camille Delamarre (2023)
- Il ministero della guerra sporca (The Ministry of Ungentlemanly Warfare), regia di Guy Ritchie (2024)
- Un altro piccolo favore (Another Simple Favour), regia di Paul Feig (2025)
- The Old Guard 2, regia di Victoria Mahoney (2025)

### Televisione
- The 8TV Quickie – programma TV (2007-2010)
- Goda – programma TV (2009)
- Football Crazy – programma TV (2010-2012)
- Welcome to the Railworld Malaysia – programma TV (2012)
- The Travel Show – programma TV (2014-in corso)
- Welcome to the Railworld Japan – programma TV (2015)
- Surviving Borneo – programma TV (2017)
- Nine Perfect Strangers – serie TV, 8 episodi (2025)

## Doppiatori italiani
Nelle versioni in italiano delle opere in cui ha recitato, Henry Golding è stato doppiato da:
- Marco Vivio in Un piccolo favore, Last Christmas, Snake Eyes: G.I. Joe - Le origini, Assassin Club, Il ministero della guerra sporca, Un altro piccolo favore
- Andrea Mete in The Gentlemen, The Old Guard 2
- Jacopo Venturiero in Crazy & Rich
- Stefano Crescentini in Nine Perfect Strangers
- Emanuele Ruzza in Persuasione